# Oceanic (Rob-Brown-Album)
Oceanic ist ein Musikalbum von Rob Brown. Die am 11. November und 21. Dezember 2021 in den Park West Studios in Brooklyn entstandenen Aufnahmen erschienen am 10. Oktober 2023 auf RogueArt.

## Hintergrund
Soloalben für einstimmige Instrumente wie das Saxophon stellten immer eine Herausforderung dar, meinte John Sharpe. Für Saxophonist Rob Brown ist Oceanic das zweite Album dieser Art in einer bislang rund 35-jährigen Karriere, nach der CD-ROM-Veröffentlichung Silver Sun Afternoon, die 2003 im Eigenverlag erschien. In dieser Zeit spielte Brown in den Ensembles des Bassisten William Parker und wirkte bei einer Reihe von Alben Parkers wie Raining on the Moon und In Order to Survive mit. Auf diesem Album aus dem Jahr 2023, das als eine Meditation über den Zustand unserer Ozeane angekündigt wurde, spielte Brown acht Stücke in einem Programm, das einen improvisierten Charakter ohne klare thematische Melodien habe, so Sharpe.

## Titelliste
- Rob Brown: Oceanic (RogueArt ROG-0132)[2]

1. Oversea Undersea, part 1 6:45
2. Oversea Undersea, part 2 4:12
3. Oversea Undersea, part 3 6:18
4. Oversea Undersea, part 4 7:33
5. Marine Life Encounter 10:36
6. Adrift 6:48
7. Tacking and Jibing 9:04
8. Gathering Breeze 6:35

Alle Kompositionen stammen von Rob Brown.

## Rezeption
Nach Ansicht von John Sharpe, der das Album in All About Jazz rezensierte, werde Brown von bekannten Kollegen wie dem Pianisten Matthew Shipp, dem Posaunisten Steve Swell und dem Schlagzeuger Whit Dickey für sein faszinierendes Saxophonspiel geschätzt und könne daher auch auf eine Reihe erfolgreicher Auftritte als Leiter kleiner Gruppen zurückblicken. Auch wenn ein unbegleitetes Album den Dreh vielleicht nicht wesentlich verändere, würde es doch ein Schlaglicht auf Browns unaufhörliche Kreativität werfen, und auch auf seinen Besitz der nötigen tonalen Beherrschung, um dies zu erreichen, und das alles in hoher Auflösung. Rund eine Stunde Altsaxophonspiel allein könnte für manche zu weit hergeholt sein, daher wäre es vielleicht naheliegender, zunächst kleinere Portionen auf einmal auszuprobieren. Aber wie auch immer es serviert werde, sei die Belohnung reichhaltig und ergiebig.